# Jakob Dusek
Jakob Dusek (Sankt Pölten, 19 de noviembre de 1996) es un deportista austríaco que compite en snowboard, especialista en la prueba de campo a través. Ganó dos medallas en el Campeonato Mundial de Snowboard de 2023, oro en la prueba individual y plata en el equipo mixto.

## Medallero internacional
| Campeonato Mundial | Campeonato Mundial  | Campeonato Mundial | Campeonato Mundial              |
| Año                | Lugar               | Medalla            | Prueba                          |
| ------------------ | ------------------- | ------------------ | ------------------------------- |
| 2023               | Bakuriani (Georgia) | Medalla de oro     | Campo a través                  |
| 2023               | Bakuriani (Georgia) | Medalla de plata   | Campo a través por equipo mixto |